# 先知街

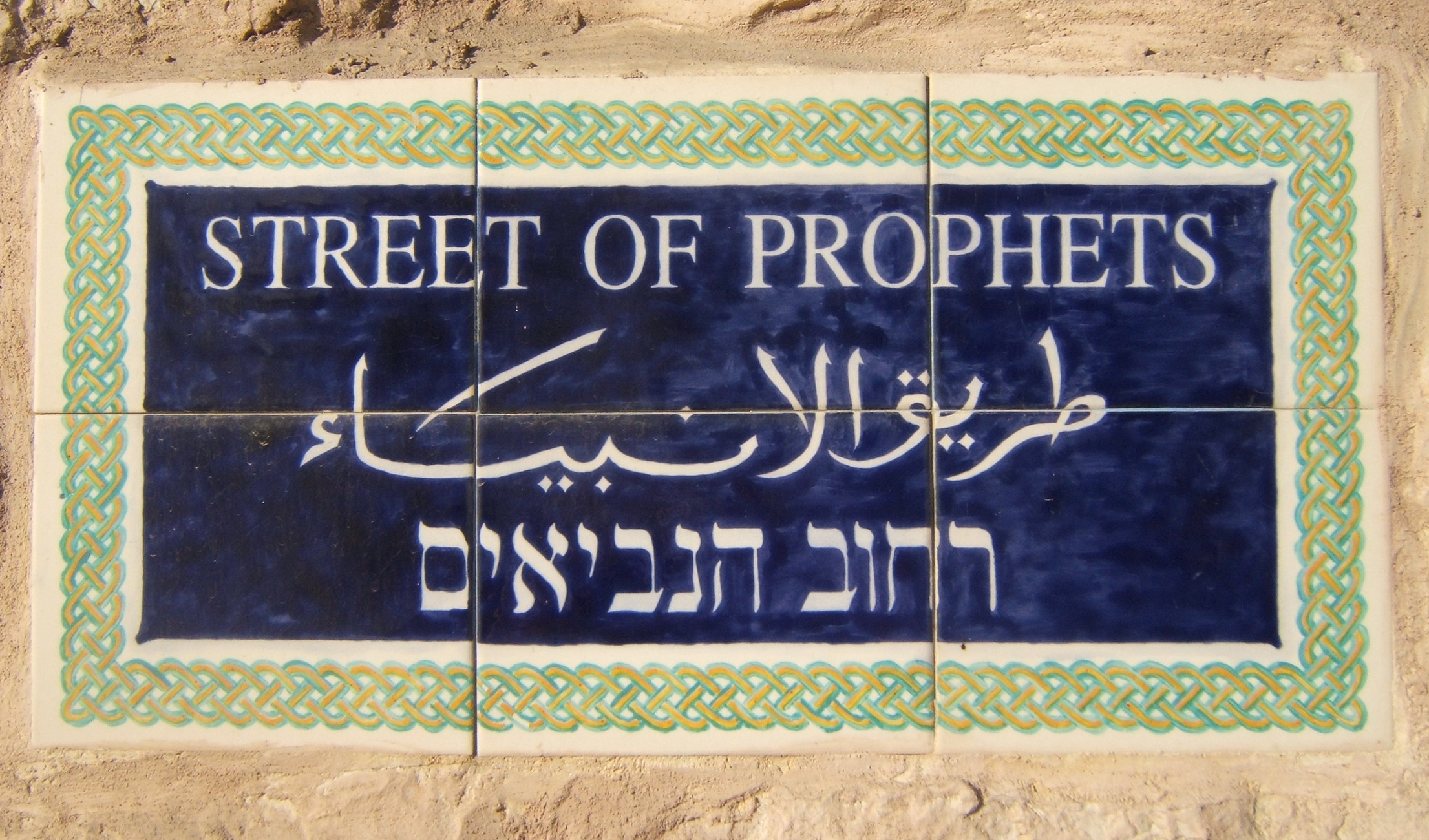
英国托管时期的路牌

先知街（希伯來語：‎，Rehov HaNevi'im）是耶路撒冷一条东西走向的轴线道路，始于大马士革门外，止于小大卫广场，位于雅法路北侧，平分Musrara街区。
在19世纪末和20世纪初的鼎盛时期，先知街是医院、教堂、修道院、招待所、政府机关、外国领事馆，和富裕的基督教、犹太教和阿拉伯居民最喜欢的地址。
今天，先知街依然混杂分布着居民、学校，医院，教堂和政府部门，这条街因优雅的19世纪建筑被称为“旧城外最美丽的街道”，这些历史建筑也使其成为旧城外最热门的观光景点。

## 词源

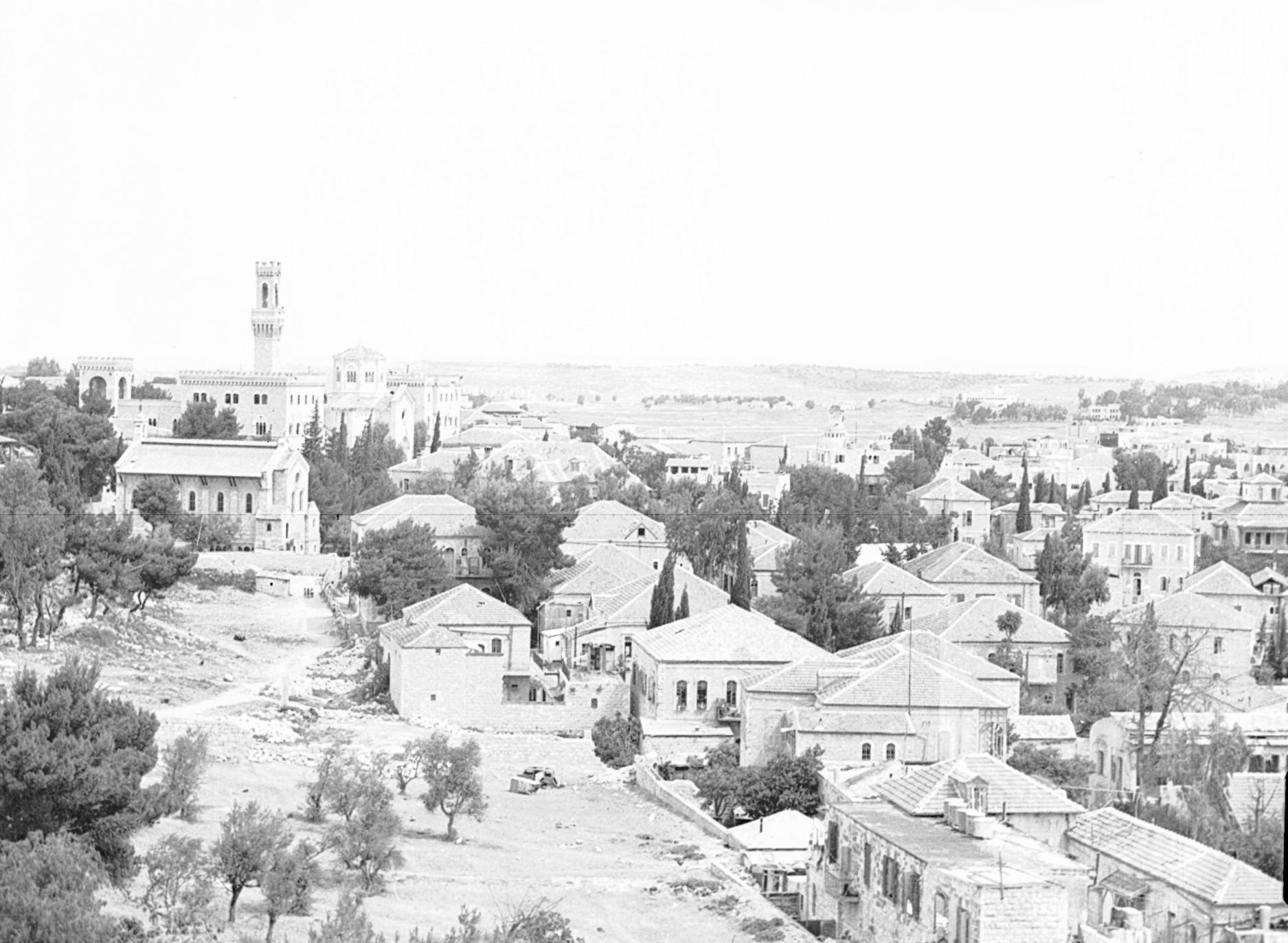
意大利医院（左），俯瞰Musrara街区，大约1950年

先知街开辟于19世纪中叶耶路撒冷突破旧城城墙向外扩张之际。在开始时，这条街没有名称，而是被称为：
- 医院街— 因为沿线有许多基督教和犹太教的医院；
- 领事街— 因为许多外国领事馆设立于此。[3][4]

这条街在英国托管初期由耶路撒冷总督罗纳德·斯托尔斯正式命名。那时，铺砌了路面，安装了水电基础设施。
一种意见认为，这条街得名于以色列的先知，他们曾经在耶路撒冷预言。

## 1948年前的医院

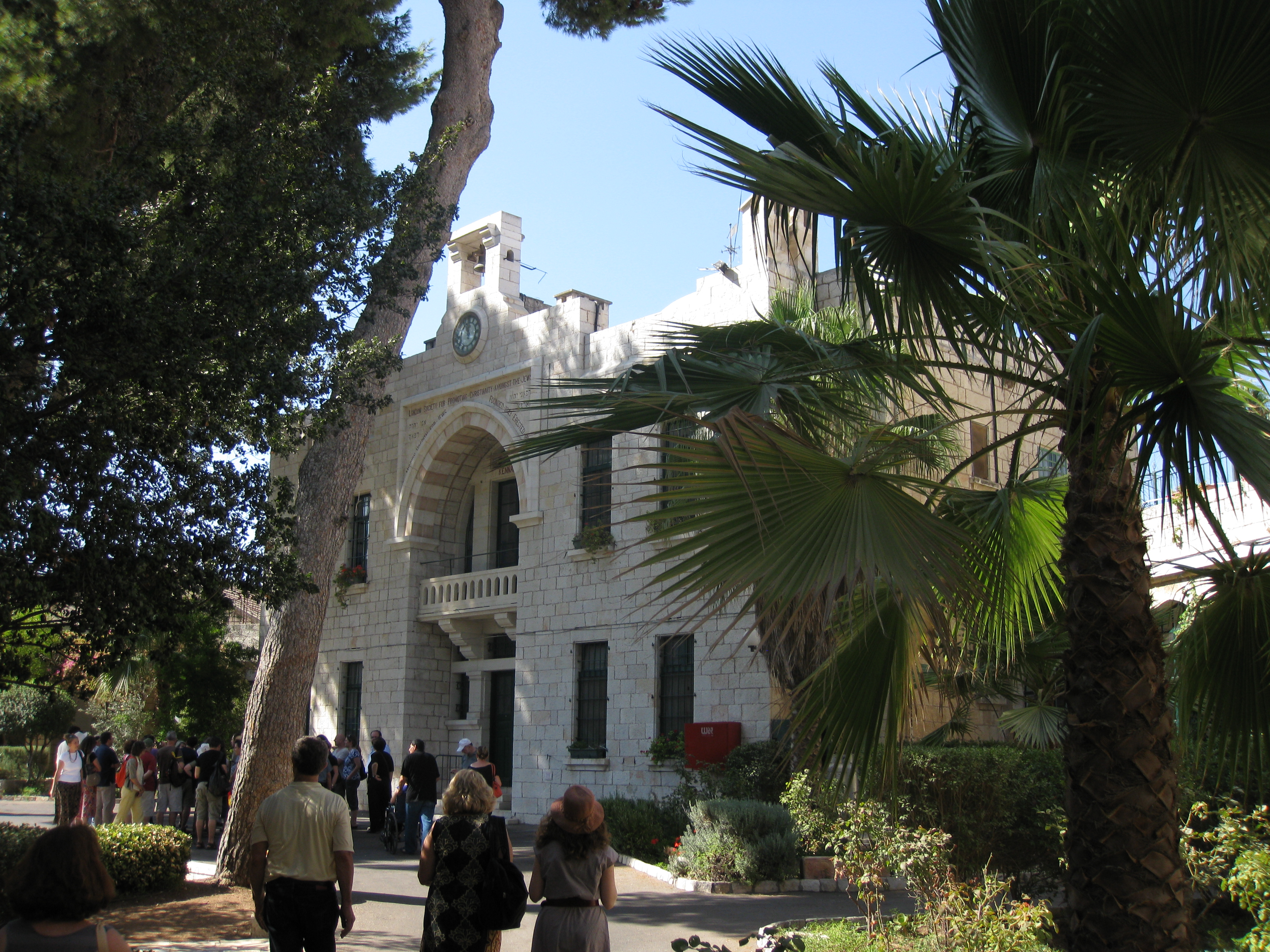
英国教会医院，今天英国圣公会国际学校校园的一部分

在早期，先知街是一个开设医院的热门地点。在19世纪中叶，位于老城的医院由于人口密度太高，卫生条件难以保障而被迫迁出。这些医院开设在先知街，以尽量靠近仍居住在老城的犹太居民。
由基督教传教组织开办的医院提供免费的医疗服务，以吸引犹太患者，达到传教的目的。虽然犹太教拉比对这一做法加以谴责，但是无法阻止许多犹太人继续到基督教医院接受治疗。

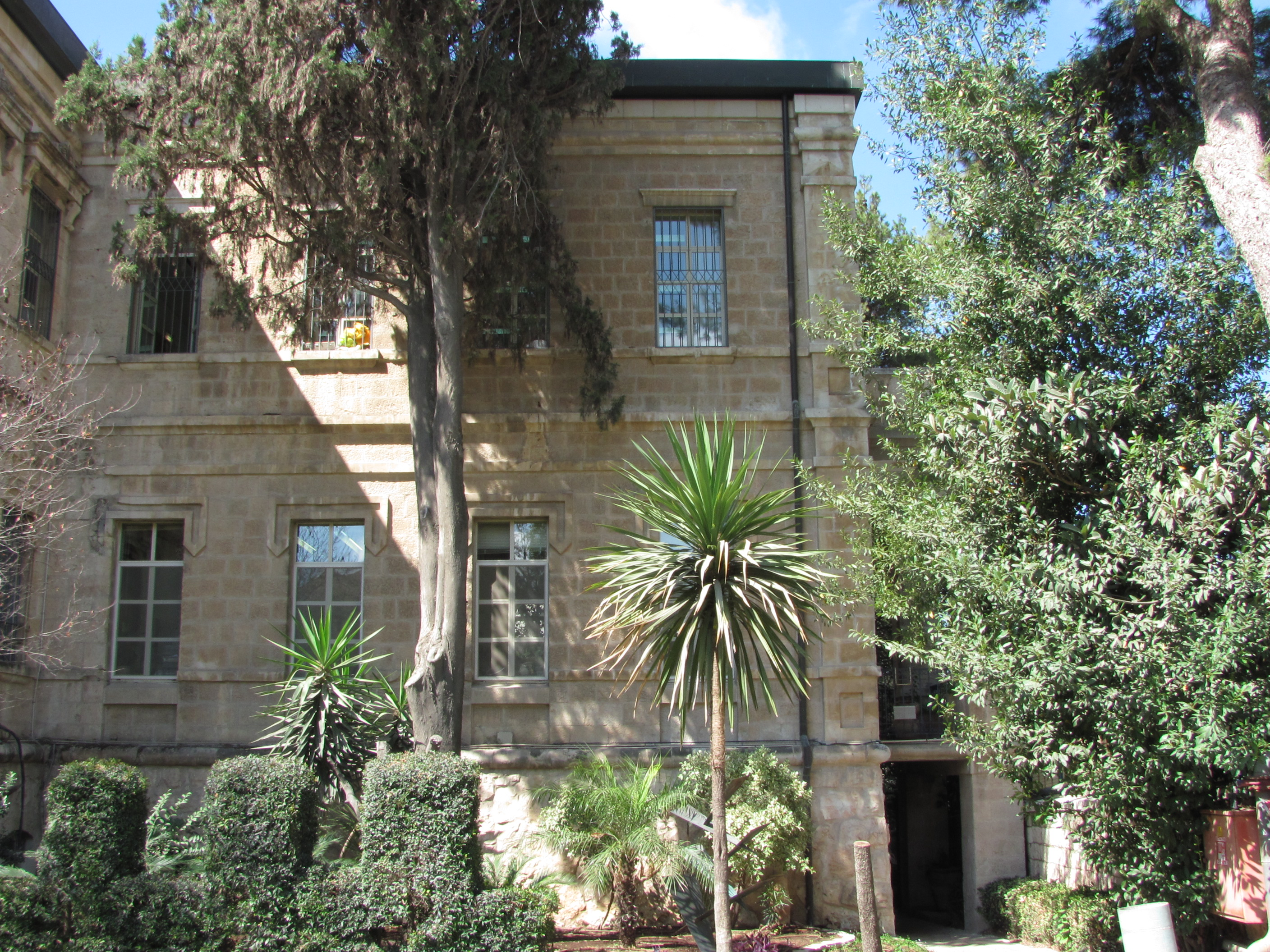
梅耶罗斯柴尔德医院的花园

19世纪末和20世纪初，在先知街设立的医院包括：
- 犹太人传教会经营的疗养院 （82号），建于1862年
- Marienstift 儿童医院，于1872年开业（29号）

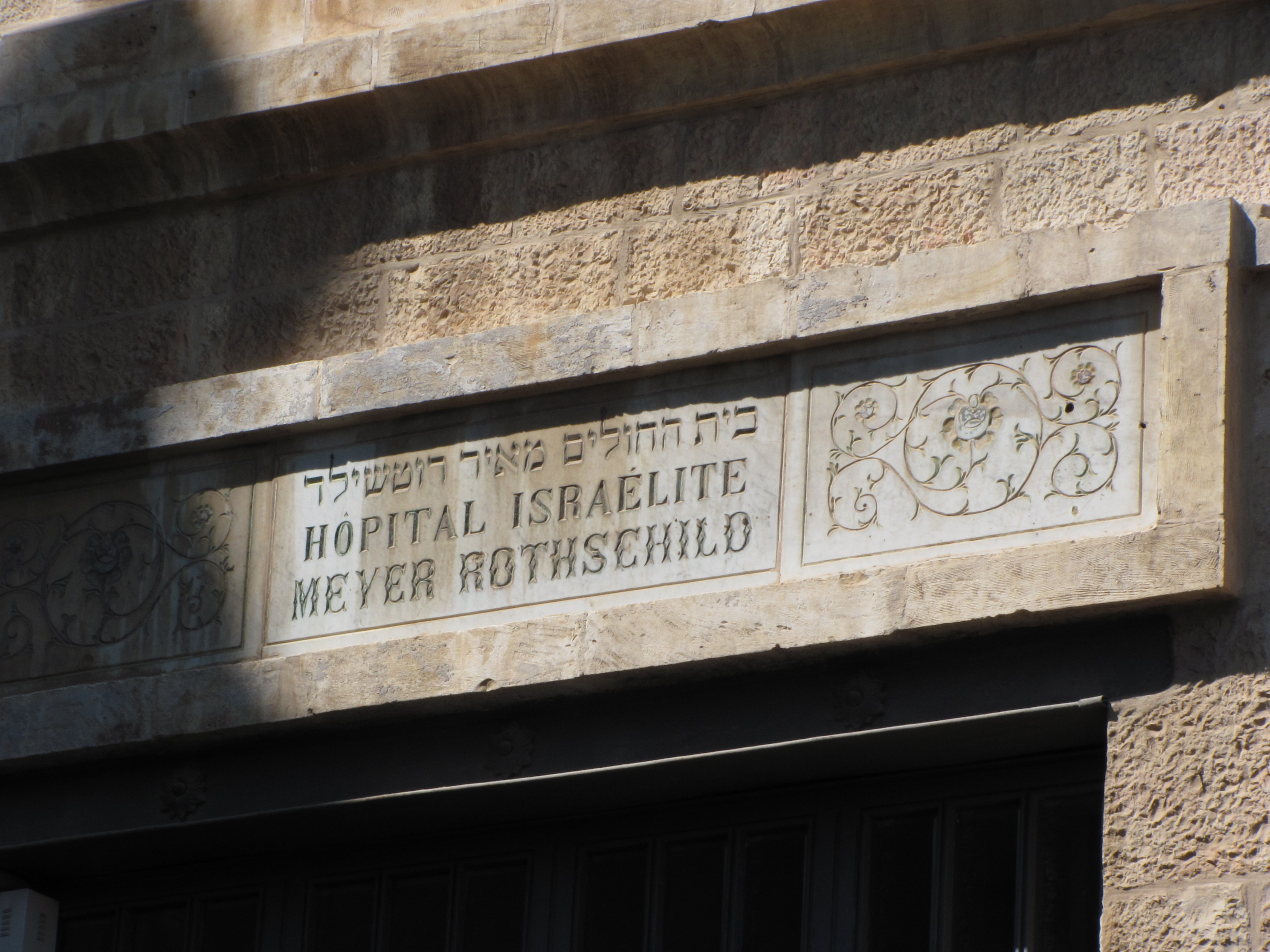
梅耶罗斯柴尔德医院

- 梅耶罗斯柴尔德医院，老城以外的第一个犹太医院，詹姆斯罗斯柴尔德男爵于1888年建成，以他的父亲命名（37号）
- 德国女执事医院，1894年开业，1948年之后，它被Bikur Cholim医院接管“齐夫楼”。 （49号）
- 英国教会医院，于1897年开业（82号）
- Bikur Holim 医院，建于1910年（53号）
- 意大利医院，于1919年开业（34号）

## 政府办事处和领事馆
- 帕夏村（61号）：由希腊正教会兴建，租给奥斯曼帝国的总督[6]。
- 德国领事馆，1933年遭以色列地下组织袭击[7] and was subsequently destroyed by the underground.[8]
- 美国总领事馆，于1844年设立于旧城，19世纪末搬迁到先知街。1912年迁至阿格隆街现址[9]。
- 埃塞俄比亚领事馆（38-40号），建于1928年，[10]，1948年至1973年在此开设该国领事馆[11]

## 基督教传教会
先知街的基督教传教会中，最突出的是伦敦犹太人传教会，总部设在这条街的西端（现为圣公会国际学校校园）。在1880年代曾雇佣了数百名来自俄罗斯的贫困的犹太移民。

## 酒店

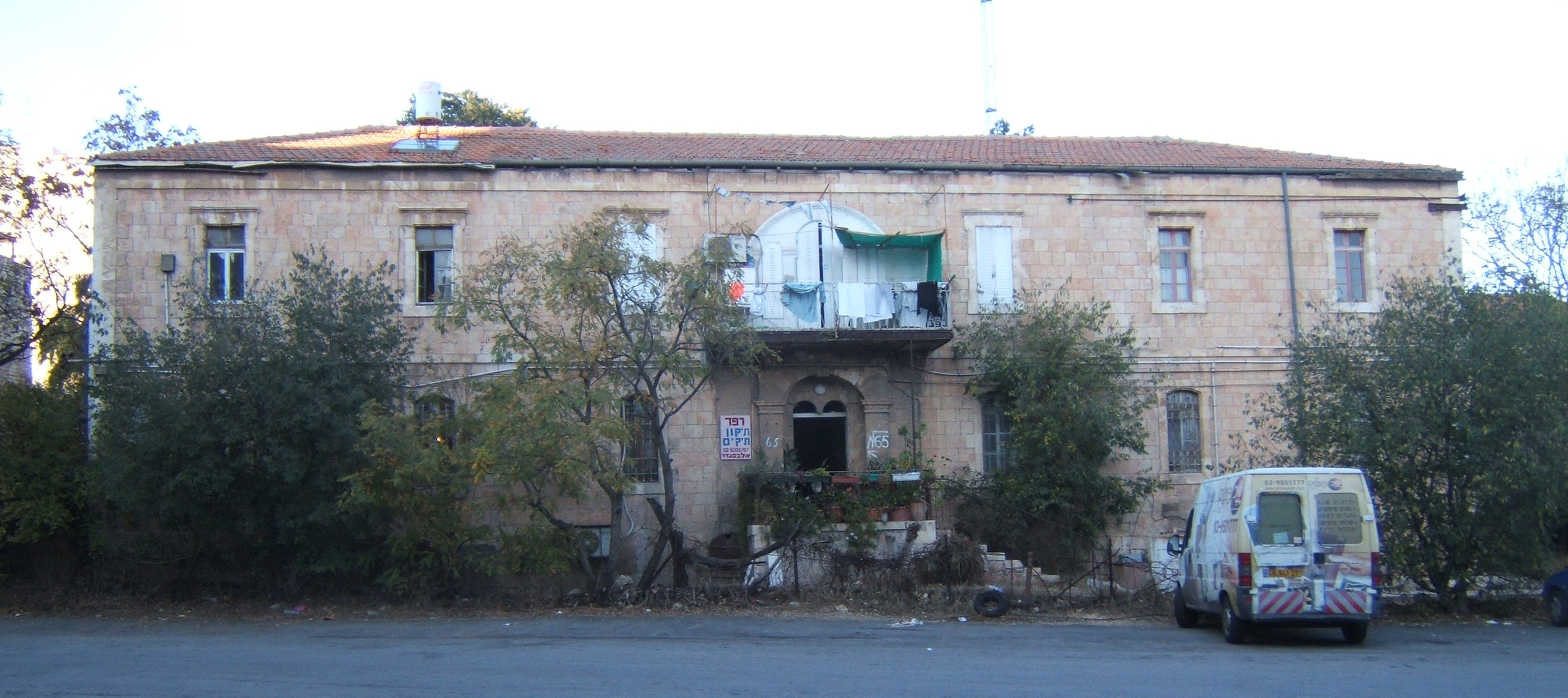
Kaminitz 酒店

- Kaminitz 酒店（65号）于1878年建成，五星级酒店[6]
- 圣雷莫酒店（70号）1927年建，先知街和斯特劳斯街的东北转角，三层， Bikur Holim医院对面[10]

## 私人住宅

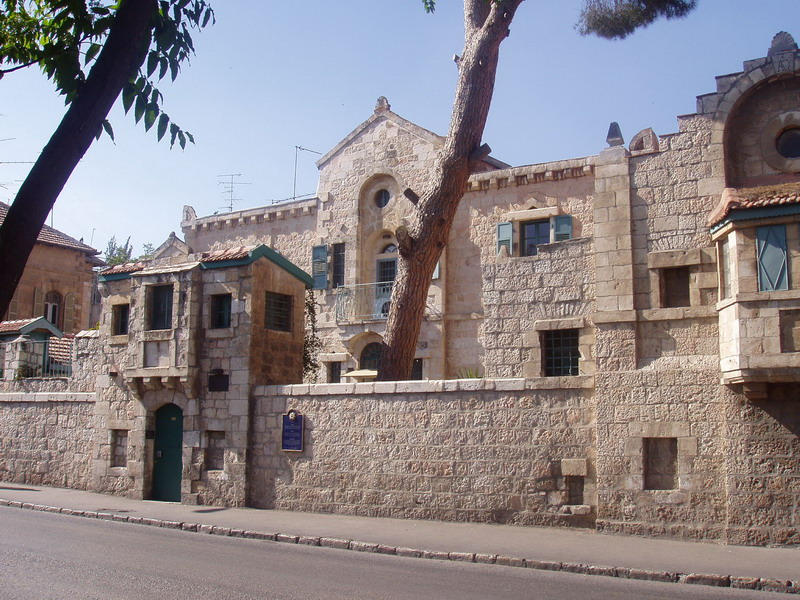
泰伯楼，建筑师康拉德希克住宅，现在是瑞典神学院

不同于旧城外的其他专门的犹太教，基督教和阿拉伯区，先知街是一个混居区域，奥斯曼帝国和后来英国官员；外国领事和富裕居民都住在这里，创造了文化和社会中心。
著名的居民包括：
- 康拉德·希克，德国新教传教士和建筑师，在这条街建造了几个建筑物，包括他自己的家泰伯楼（58号）
- 威廉·霍尔曼·亨特，英国画家，1869年在64号建造住宅[13]后来的租户包括海伦娜·卡根博士，耶路撒冷的第一位儿科医生。1925年，希伯来语女诗人雷切尔住在院内的白色小房子，从院内的梨树获得灵感，写了一首诗[14]。
- 约瑟夫·纳冯，犹太商人，雅法-耶路撒冷铁路的发起者，纳冯府（59号）的所有者[6]。

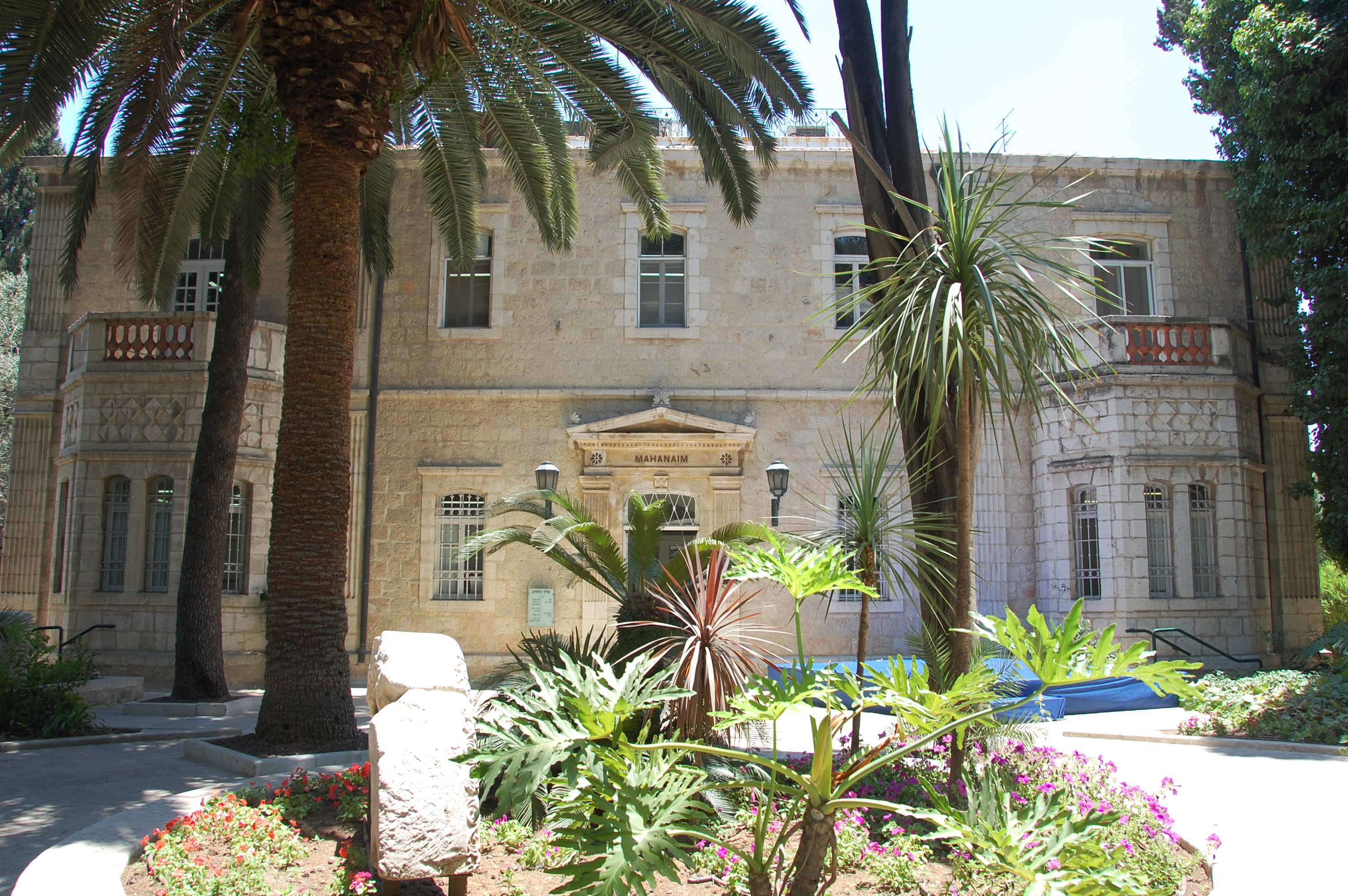
玛哈念楼

- Johannes Frutiger，瑞士银行家，他的住宅名为玛哈念楼，建于1885年，玛哈念出自《创世纪》32:2. 今天是以色列教育部。

## 宗教团体

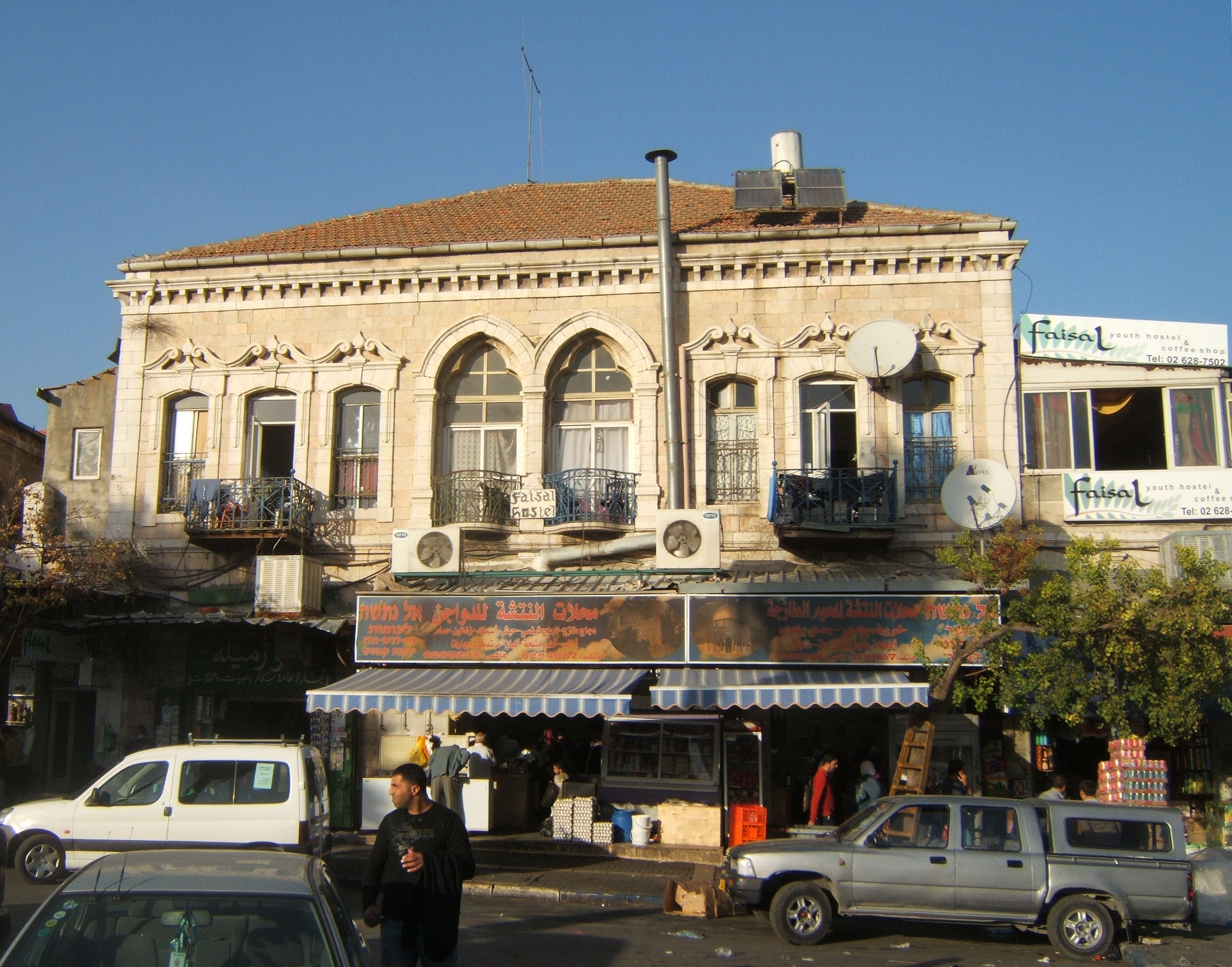
先知街东端的阿拉伯房子

在19世纪后期，一些犹太社区在先知街东端，靠近大马士革门的地方建立起来。在19世纪80年代和90年代，又建起了叙利亚、伊拉克、波斯和格鲁吉亚、高加索犹太人的房屋。这些街区在1929年巴勒斯坦暴动期间被抛弃，由基督教徒和穆斯林接管。

## 建筑

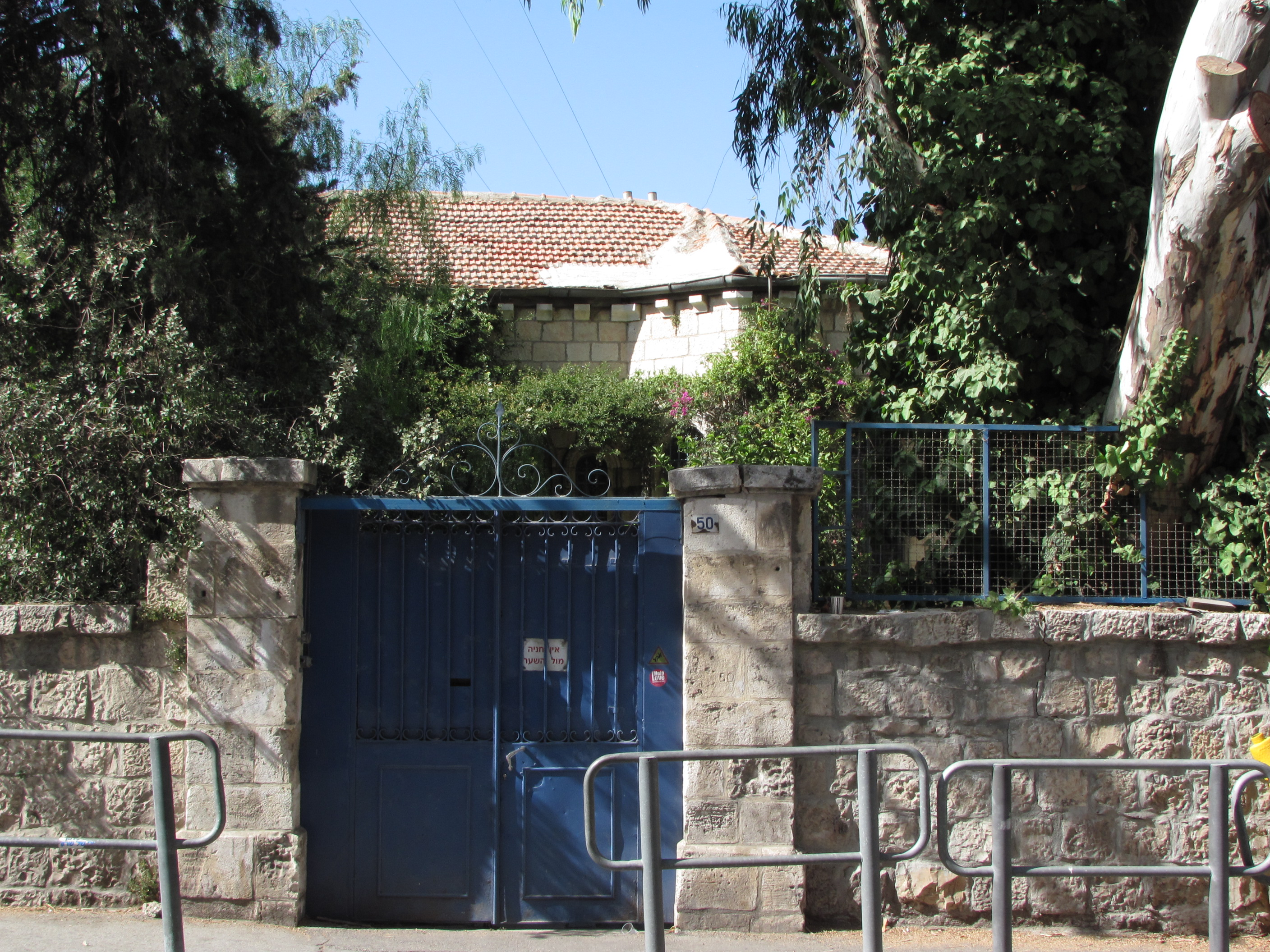

先知街的大多数建筑用石头砌筑，有高高的围墙。私人住宅很大，高一层或两层，前面或后面设有花园。公共建筑不超过四层。

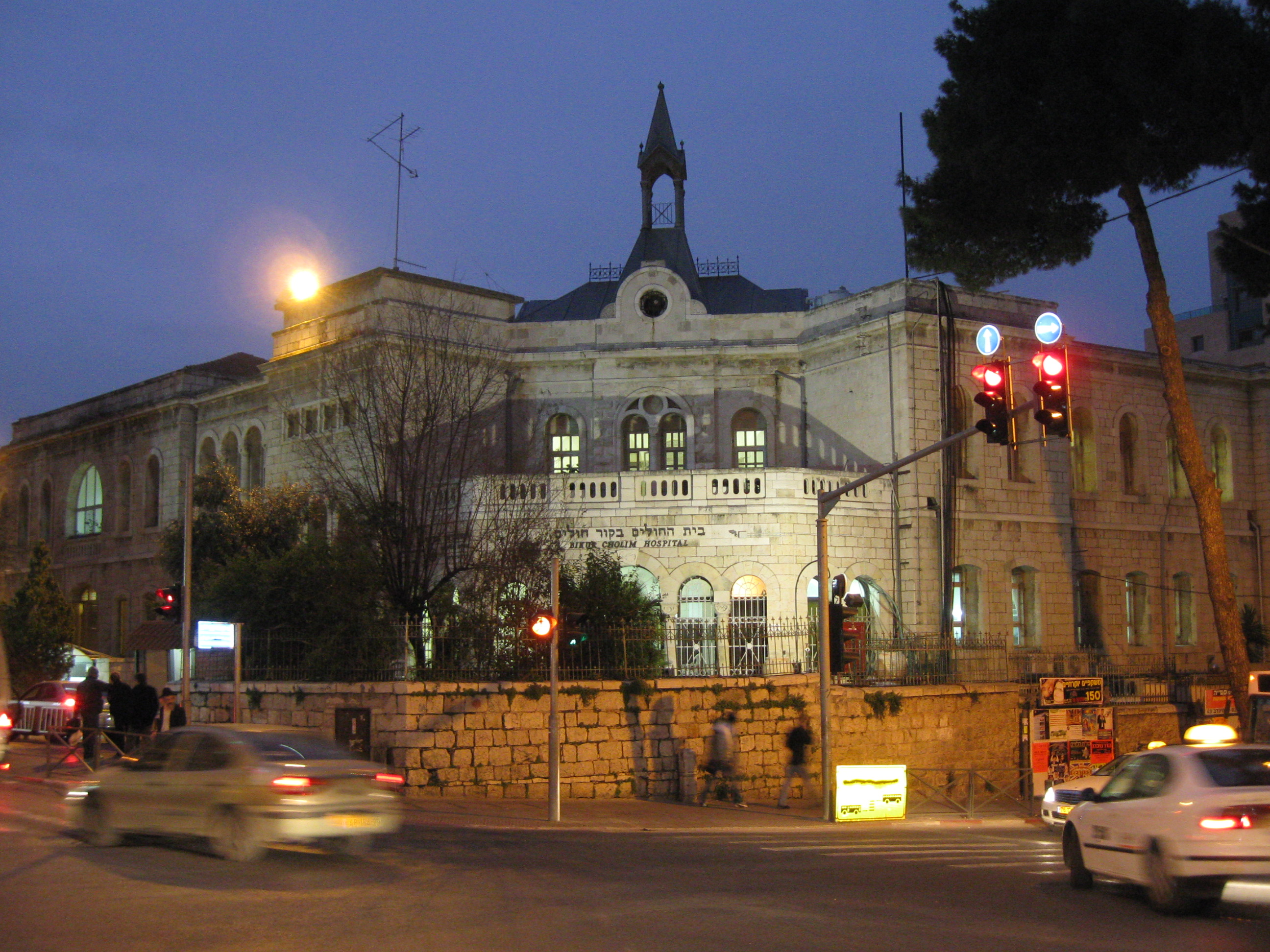
德国医院

在先知街的西段，从Shivtei以色列街到小大卫广场，很多公共和私人建筑都采用欧洲风格，反映建造者的国籍。例如，德国女执事医院和钟楼是典型的德国教堂和公共建筑。沿街建筑物和门饰以宗教象征物，如十字架、大卫之星、新月，宗教机构的标志，和圣经 经文。
一些建筑由建筑师康拉德希克设计：伦敦犹太人传教会（今圣公会国际学校）；德国医院的部分，和希克住宅泰伯楼（今瑞典神学院）（58号）。
文艺复兴风格的意大利医院是由Antonio Barluzzi设计，建于1919年，今天是以色列教育和文化部。

## 现代机构

### 学校

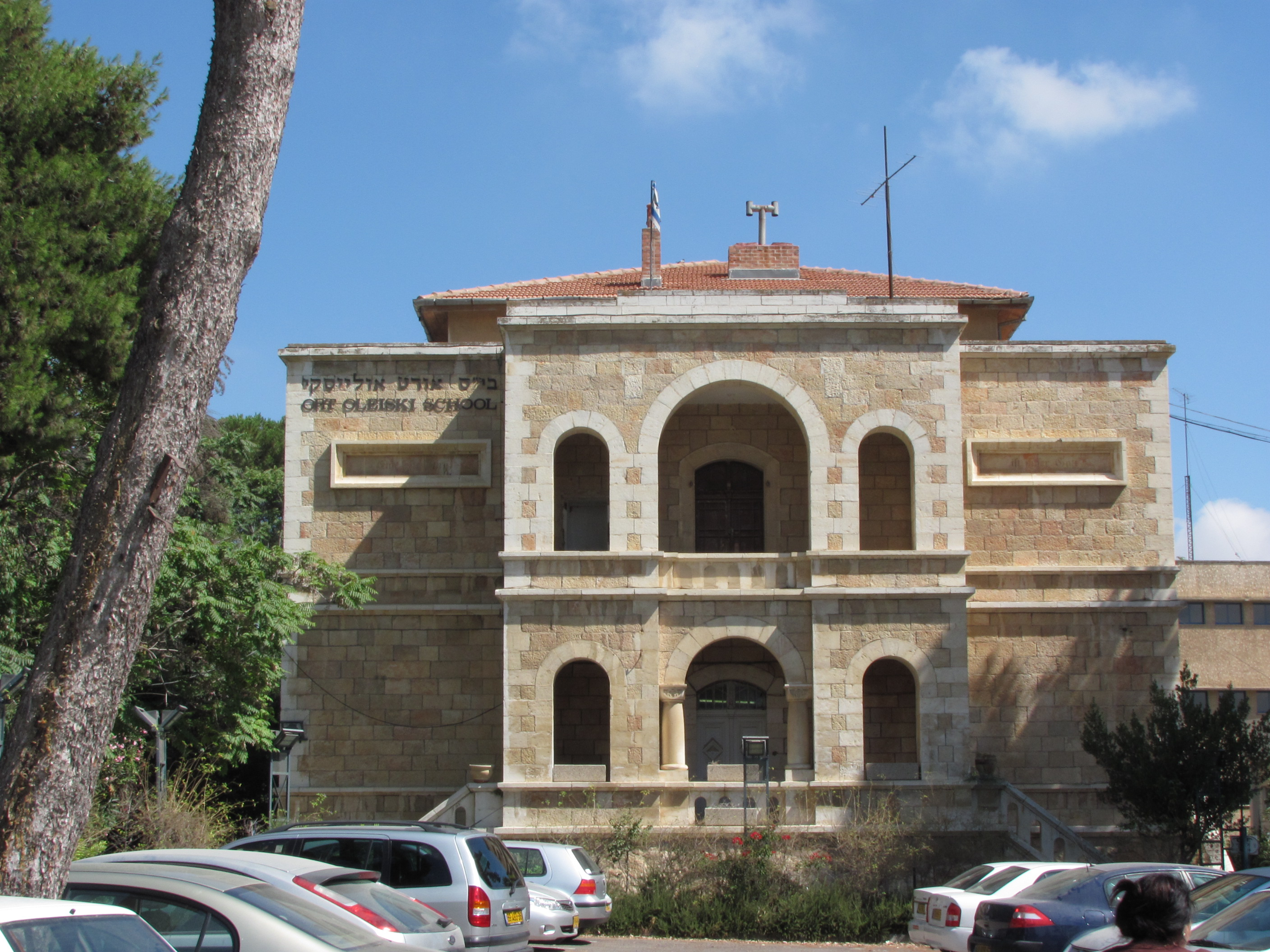

- 圣公会国际学校（82号）[16]
- 耶路撒冷哈达萨大学（37号）[17]
- 耶路撒冷ORT（42号）
- 法国学校（66号）

### 基督教组织
- 国际福音教会（55号）
- 圣约瑟修道院（66号）
- 瑞典神学院（58号）[18]

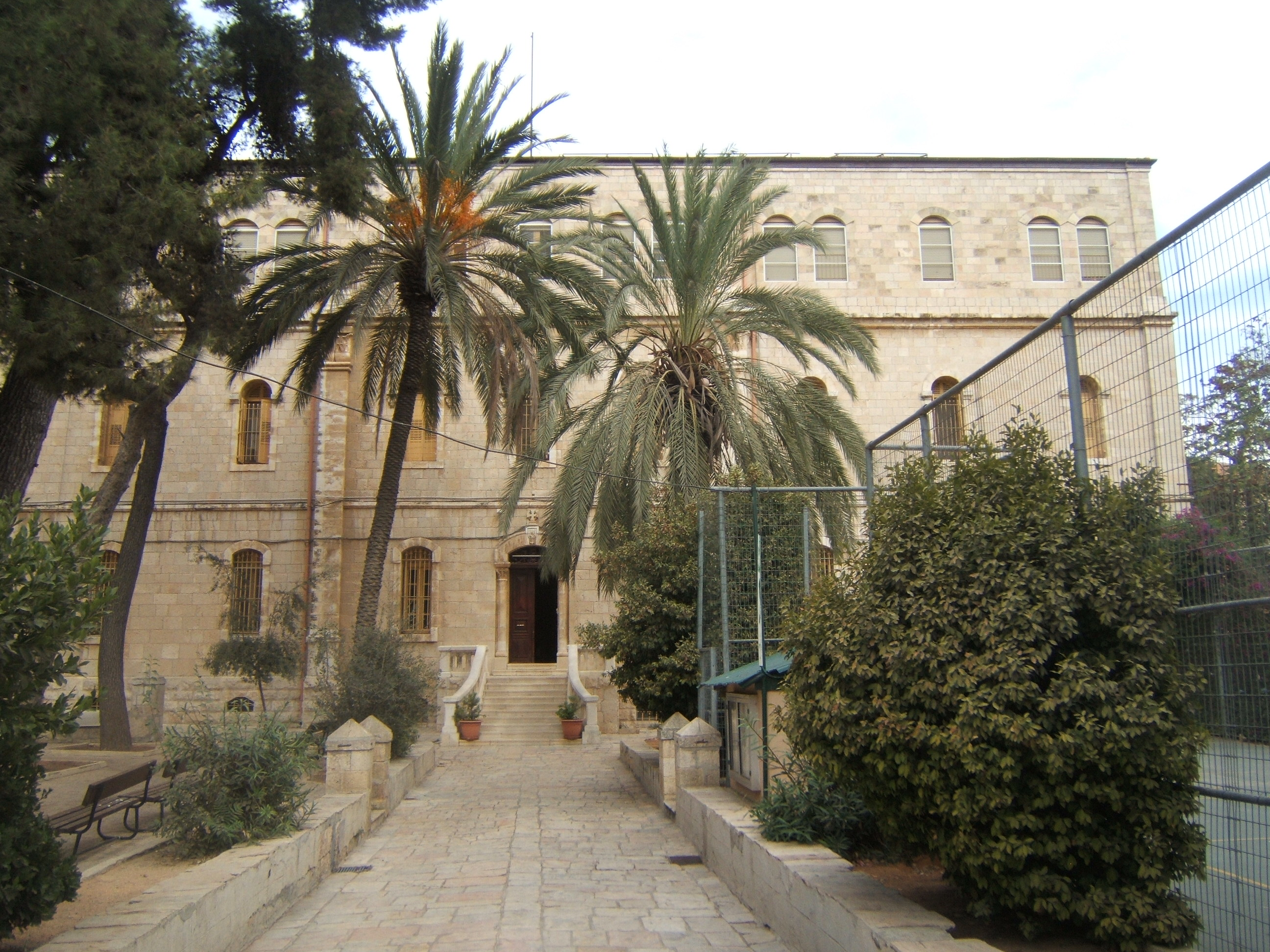
圣约瑟修道院

- Shevet Achim，设有小儿先天性心脏缺陷医疗中心（29号）

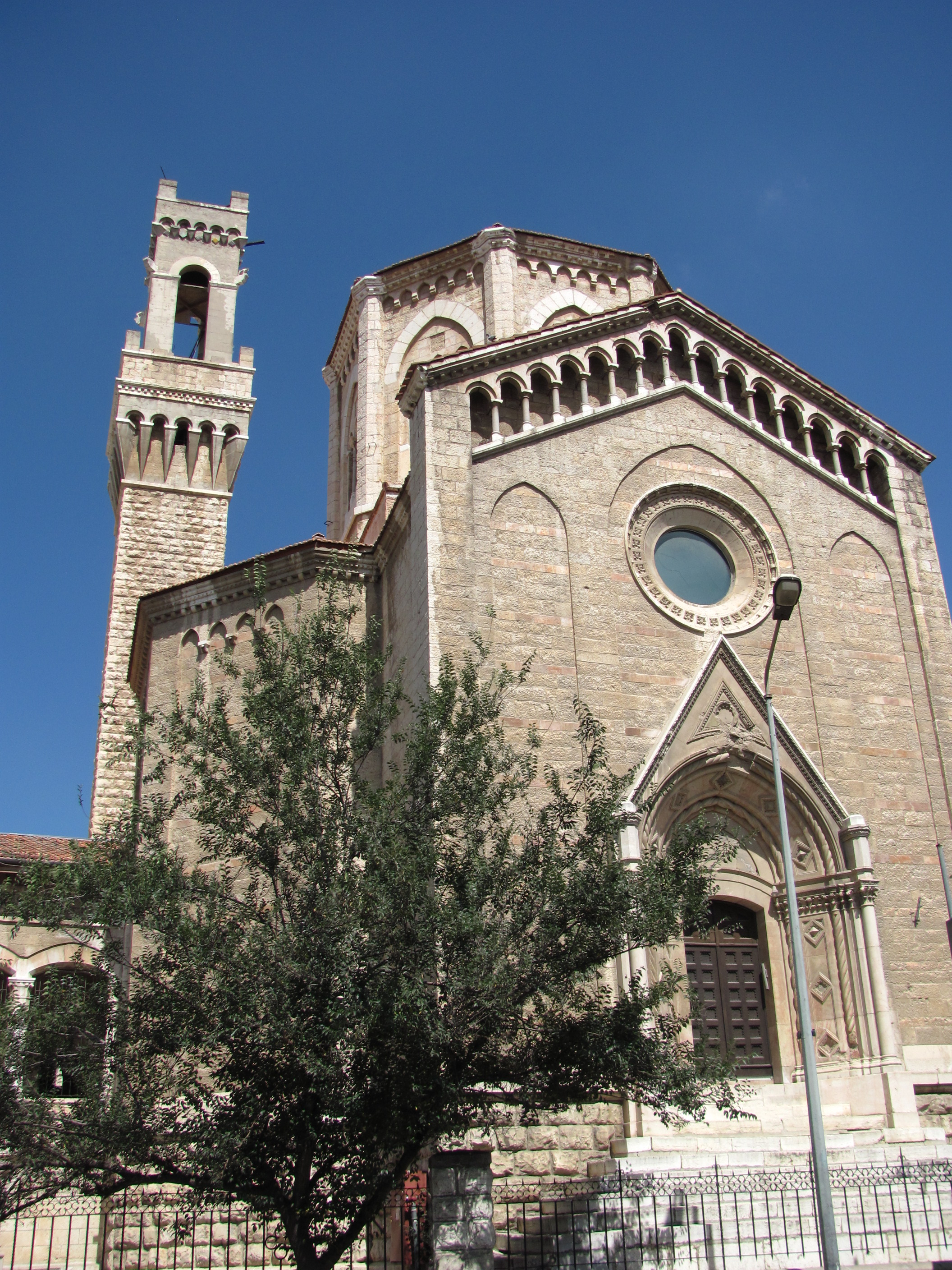
意大利医院，今教育部和文化部

### 政府办公室
- 教育和文化部（意大利医院大楼）
- 教育部办公室（利拉姆楼）
- 教育部（玛哈念楼）

### 旅馆
- 亚伯拉罕旅馆[19]
- 棕榈旅馆